# مداخله خارجی در جنگ داخلی سوریه

نقشه کشورهای دارای نیروهای نظامی یا شبه‌نظامی مستقر در سوریه
سوریه
کشورهای دارای نیروهای نظامی پشتیبان دولت در سوریه
کشورهای دارای گروه شبه‌نظامی پشتیبان دولت در سوریه
کشورهای دارای نیروهای نظامی پشتیبان شورشیان سوری یا جناح غیردولتی در سوریه

بازیگران محلی، منطقه‌ای و بین‌المللی درگیر در جنگ داخلی سوریه

مداخله خارجی در جنگ داخلی سوریه به حمایت سیاسی، نظامی و عملیاتی از طرف‌های درگیر و مشارکت فعال کشورهای خارجی در در درگیری‌های جاری در سوریه که از مارس ۲۰۱۱ آغاز شده، اشاره دارد. اکثر گروه‌های درگیر در جنگ سوریه، انواع مختلفی از حمایت‌ها را از سوی کشورها و نهادهای خارجی مستقر در خارج از سوریه، دریافت می‌کنند. درگیری‌های جاری در سوریه، به‌طور گسترده، به عنوان مجموعه‌ای از جنگ‌های نیابتی دارای تداخل، بین قدرت‌های منطقه‌ای و جهانی، در درجه اول بین آمریکا و روسیه و همچنین بین ایران و عربستان سعودی توصیف می‌شود.